# Taroudant
Taroudant este un oraș în sudul Marocului.